# Abdulrahman Ibrahim
Abdulrahman Ibrahim (Emiratos Árabes Unidos; 9 de noviembre de 1974) es un exfutbolista de los Emiratos Árabes Unidos que jugaba en la posición de defensa. Es considerado como uno de los mejores defensas en la historia de la UAE Pro League.

## Carrera

### Club
| Periodo   | Club          |
| --------- | ------------- |
| 1995–2008 | Al-Shaab Club |
| 2008–2011 | Ajman Club    |

### Selección nacional
Participó en el proceso completo de selecciones nacionales desde la sub-17. Con la selección absoluta participó en 13 partidos de 1996 a 2002 y anotó 2 goles. Participó en la Copa Asiática 1996 y en los Juegos Asiáticos de 1998.

## Logros
- División 1 de EAU: 1

1997-98, 2010-11